# پر آسبک

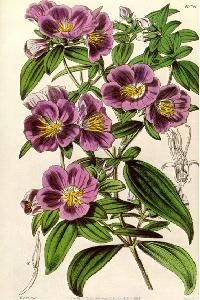
اسبکیا چایننسیس, نقاشی شده توسط آسبک

پِر آسبِک (انگلیسی: Pehr Osbeck؛ ۹ مهٔ ۱۷۲۳ – ۲۳ دسامبر ۱۸۰۵) یک گیاه‌شناس، و کشیش اهل سوئد بود. وی در روستایی از شهر الی واقع در وسترگوتلاند به دنیا آمد و به‌همراه کارل فون لینه در شهر اوپسالا به مطالعه و پژوهش مشغول شد.

## مطالعه طبیعت در گوانگ‌دونگ
در سال‌های ۱۷۵۰–۱۷۵۲ میلادی او با عنوان کشیش در کشتی شاهزاده کارل به آسیا سفر کرد. او طی این سفر چهار ماه را صرف مطالعهٔ گیاهان، جانوران، و مردم منطقهٔ گوانگ‌دونگ چین نمود. نتایج این مطالعات در ۱۷۵۳ میلادی منتشر شد.
نتایج این سفر دریایی در سال ۱۷۵۷ میلادی با عنوان (به سوئدی: Dagbok öfwer en ostindisk Resa åren) در یک فصلنامه منتشر شد. این گزارش در ۱۷۶۲ میلادی به آلمانی و ۱۷۷۱ میلادی به انگلیسی ترجمه شد. در ۱۷۵۸ میلادی، او به عنوان یکی از اعضای فرهنگستان پادشاهی علوم سوئد برگزیده شد.

## پایان عمر
وی تا پایان عمر به فعالیت خود به عنوان یک کشیش در هاللاند، ادامه داد و در سال ۱۸۰۵ میلادی در همان‌جا درگذشت.
مجموعه‌های بزرگ گردآوری شده توسط وی در سوئد و انگلستان نگهداری می‌شود.